# Casa-fàbrica Roquer-Baró
La casa-fàbrica Roquer-Baró és un edifici situat al carrer de les Carretes, 16 del Raval de Barcelona. Com que no està catalogat, li correspon la categoria D (bé d'interès documental) atorgada per defecte a tots els edificis del districte de Ciutat Vella.

## Història

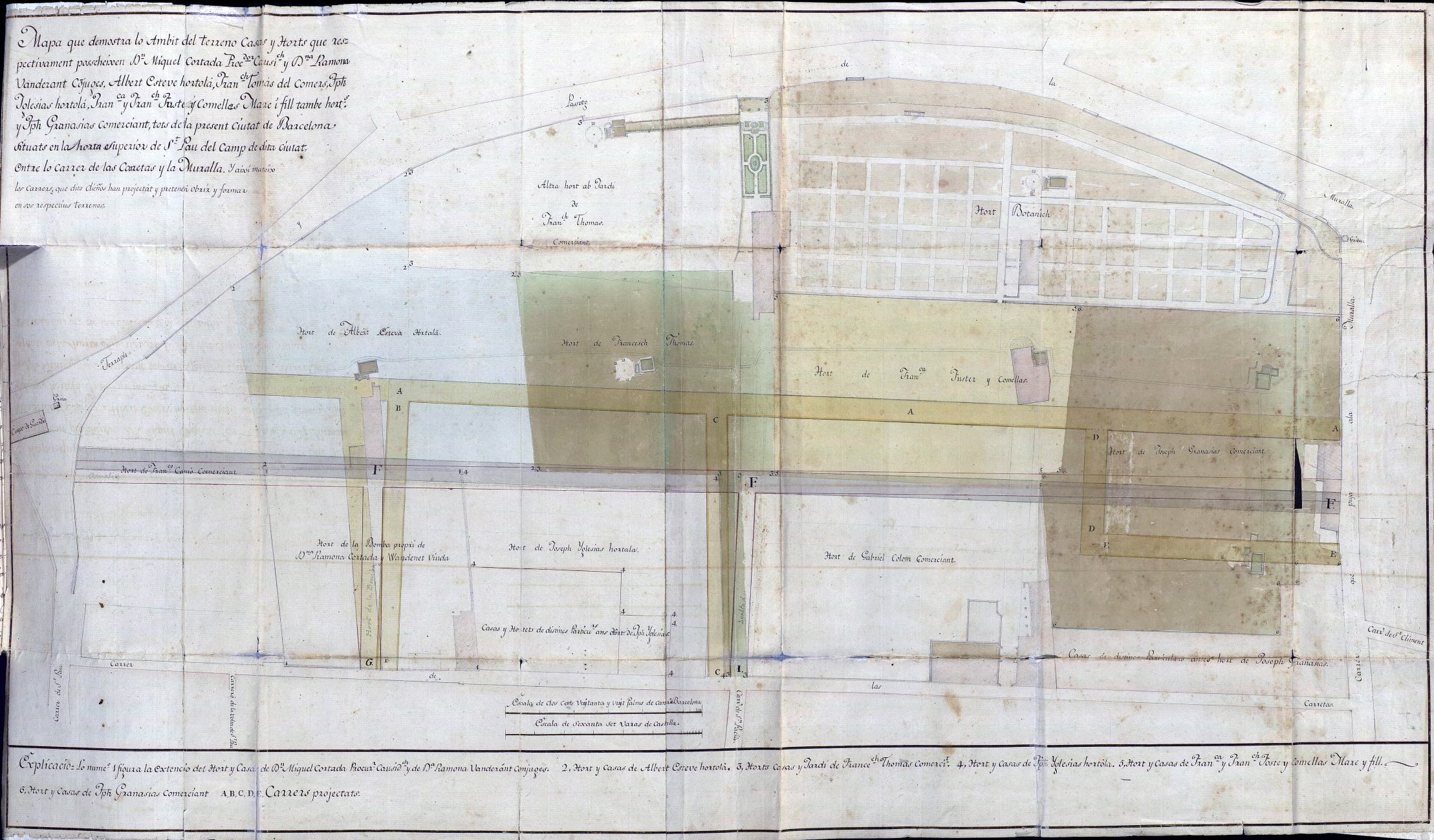
Projecte d'obertura dels carrers de la Reina Amàlia, Lleialtat i Hort de la Bomba (1807)

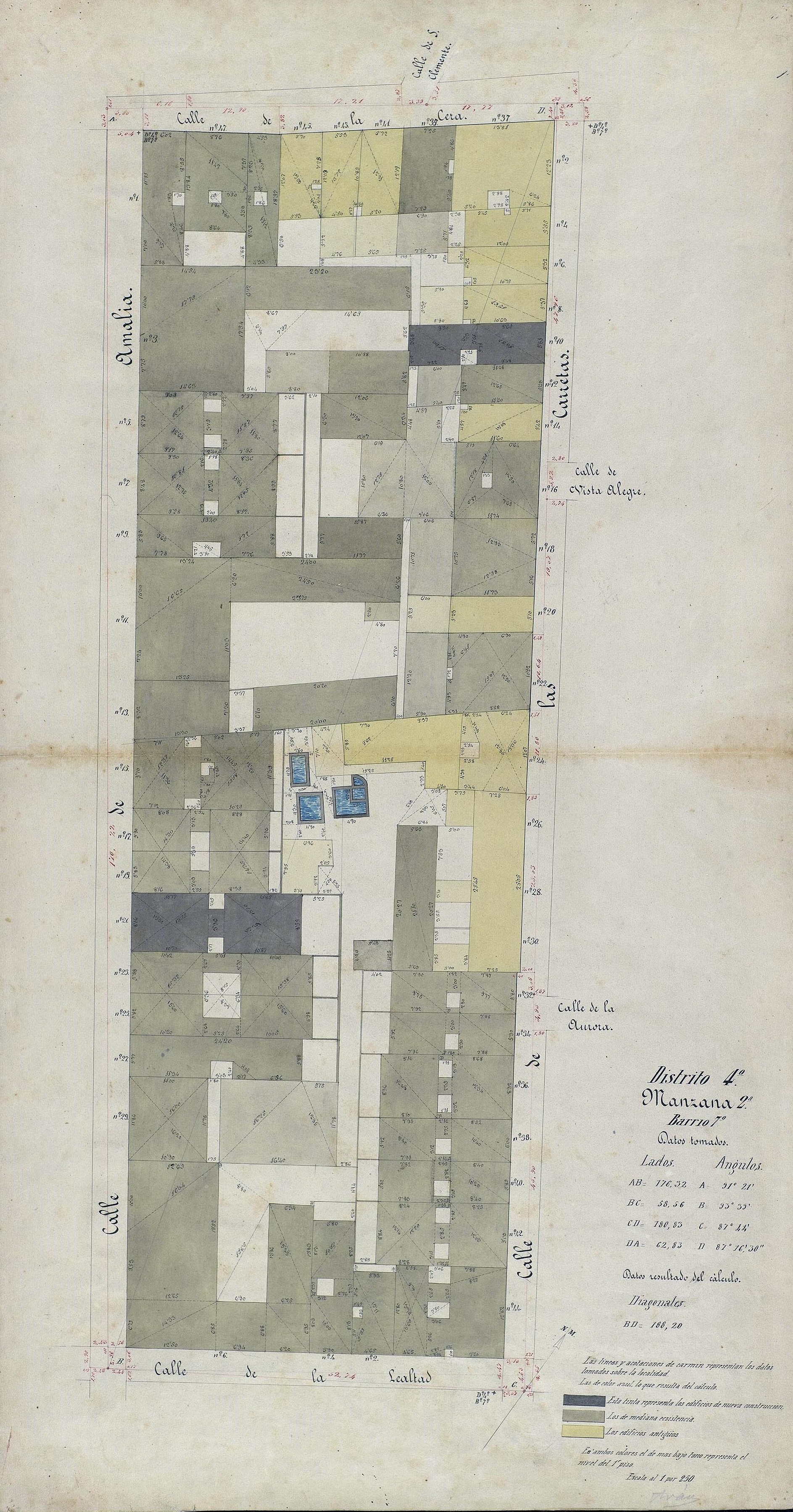
Quarteró núm. 103 de Garriga i Roca (c. 1860)

El 1798, el llaurador de Vallvidrera Pere Joan Farré va demanar permís per a construir un edifici de planta baixa i quatre pisos al carrer de les Carretes, segons el projecte del mestre de cases Josep Alier.
El 1830, el propietari Gaietà Roquer i Rovira (†1865) va demanar permís per a destapiar-hi dues portes per a botigues un cop havia tancat la fàbrica de filats i teixits que hi havia, i el 1833 va adquirir en emfiteusi l'anomenat «hort pintat» a Gaietà Maria d'Amat i d'Amat, marquès de Castellmeià, en representació del seu pare Manuel Gaietà d'Amat i de Peguera, marquès de Castellbell.
El 1842 hi havia les fàbriques de teixits de cotó de Josep Ballbona i Josep Fadulla, i el 1849 i 1857 la de Jaume Ribas. El 1853, hi havia el taller de maquinària de Gabriel Rovira de Villar.
El 1863 hi havia la fàbrica de teixits de cotó i mescla de Francesc Archs i Olsina: «Carretas, 16. Fábrica de varios tejidos-de algodón é hilo. Tisanas para vestidos y camisas, superiores. Cuties de hilo y de algodon para colchones, de 4½ y 8½ cs. Pieles de algodon para corsés, de 1ª clase. Terlices sin engomar, superiores. D. Francisco Archs i Olsina.» i la foneria i taller de construcció de màquines de Joaquim Baró i Bertran, que es va presentar a l'Exposició de 1860: «19. Baró y Bertran, D. Joaquín, Barcelona, calle de las Carretas, 16. Una máquina de taladrar y tres corrones de máquina Selfacting.» El 1867, Baró va demanar permís per a instal·lar-hi una caldera de vapor, segons el projecte de l'enginyer Fabià del Villar.
Cap al 1888, el negoci va passar a mans de Secundí Padró, continuat posteriorment per la seva vídua i el seu fill Enric, però ja com a venda de maquinària de segona mà.